# واحدهای نرخ-داده
مودر مخابرات، نرخ انتقال-داده به‌طور متوسط تعداد بیت‌ها (نرخ بیت)، نویسه‌ها یا نمادها (نرخ باد) یا نمادهای داده در واحد زمان عبور از یک لینک ارتباطی در یک سیستم انتقال داده‌است. واحدهای نرخ-داده متداول مضرب‌های بیت بر ثانیه (bit/s) و بایت بر ثانیه (B/s) است. به عنوان مثال، نرخ داده‌های ارتباطات اینترنت پرسرعت مسکونی مدرن معمولاً با مگابیت بر ثانیه (Mbit/s) بیان می‌شود.

## استانداردها برای نمادها و پیشوندها

### نماد واحد
نمادهای آی‌اس‌کیو برای بیت و بایت به ترتیب bit و B هستند. در زمینه واحدهای نرخ داده، یک بایت از ۸ بیت تشکیل شده و مترادف با واحد هشت‌تایی است. مخفف bps غالباً به معنای bit/s به کار می‌رود، به طوری که وقتی اتصال Mbps ۱ تبلیغ می‌شود، معمولاً به این معنی است که حداکثر پهنای باند قابل دستیابی ۱ مگابیت بر ثانیه (یک میلیون بیت بر ثانیه) است که MB/s 0.125 (مگابایت بر ثانیه) است، یا حدود MiB/s 0.1192 (مبی‌بایت بر ثانیه). موسسه مهندسان برق و الکترونیک (IEEE) از نماد b برای بیت استفاده می‌کند.

### پیشوندهای واحد
پیشوند k در هر دو اس‌آی و آی‌اس‌کیو مخفف کیلو است، به معنی ۱۰۰۰، در حالی که Ki نماد پیشوند دودویی kibi است، به معنی ۱۰۲۴. پیشوندهای باینری در سال ۱۹۹۸ توسط کمیسیون بین‌المللی الکتروتکنیک (IEC) و در IEEE 1541-2002 که در ۲۷ مارس ۲۰۰۸ مجدداً تأیید شد، معرفی شدند. حرف K اغلب به عنوان یک مخفف غیر استاندارد برای ۱۰۲۴ استفاده می‌شود، به ویژه در "KB" به معنی KiB، کیلوبایت به معنای باینری آن است. در زمینه نرخ داده‌ها، معمولاً فقط از پیشوندهای اعشاری استفاده می‌شود و آنها تفسیر استاندارد اس‌آی خود را دارند.

### تغییرات
در سال ۱۹۹۹، کمیسیون مستقل انتخابات اصلاحیه ۲ " آی‌ئی‌سی ۶۰۰۲۷: نمادهای حروف را که باید در فناوری برق استفاده شود منتشر کرد - قسمت ۲: مخابرات و الکترونیک. " این استاندارد که در سال ۱۹۹۸ تصویب شده‌است، پیشوندهای kibi- , mebi- , gibi- , tebi- , pebi- و exbi- را معرفی می‌کند تا در تعیین مضرب‌های باینری یک مقدار به کار رود. این نام از دو حرف اول پیشوندهای اصلی اس‌آی و به دنبال آنها bi (به معنای باینری) گرفته شده‌است. همچنین توضیح می‌دهد که پیشوندهای اس‌آی فقط به معنای توان‌های ۱۰ و نه هرگز توان‌های ۲ استفاده می‌شوند.

## مضرب‌های دهدهی بیت‌ها
این واحدها غالباً به روشی ناسازگار با استاندارد IEC استفاده می‌شوند.

### کیلوبیت بر ثانیه
کیلوبیت بر ثانیه (نماد kbit/s یا kb/s، که اغلب به اختصار "kbps" می‌شود) واحد سرعت انتقال داده برابر است با:
- ۱۰۰۰ بیت بر ثانیه
- ۱۲۵ بایت بر ثانیه

### مگابیت بر ثانیه
مگابیت بر ثانیه (نماد Mbit/s یا Mb/s، که غالباً به اختصار "Mbps" گفته می‌شود) واحد سرعت انتقال داده برابر است با:
- ۱۰۰۰ کیلوبیت بر ثانیه
- ۱٬۰۰۰٬۰۰۰ بیت بر ثانیه
- ۱۲۵۰۰۰ بایت بر ثانیه
- ۱۲۵ کیلوبایت بر ثانیه

### گیگابیت بر ثانیه
گیگابیت بر ثانیه (نماد Gbit/s یا Gb/s، که اغلب با اختصار "Gbps" شناخته می‌شود) واحد نرخ انتقال داده برابر است با:
- ۱۰۰۰ مگابیت بر ثانیه
- ۱٬۰۰۰٬۰۰۰ کیلوبیت بر ثانیه
- ۱٬۰۰۰٬۰۰۰٬۰۰۰ بیت بر ثانیه
- ۱۲۵٬۰۰۰٬۰۰۰ بایت بر ثانیه
- ۱۲۵ مگابایت بر ثانیه

### ترابیت بر ثانیه
ترابیت بر ثانیه (نماد Tbit/s یا Tb/s، گاهی اوقات با اختصار "Tbps") واحد سرعت انتقال داده برابر است با:
- ۱۰۰۰ گیگابیت بر ثانیه
- ۱٬۰۰۰٬۰۰۰ مگابیت بر ثانیه
- ۱٬۰۰۰٬۰۰۰٬۰۰۰ کیلوبیت بر ثانیه
- ۱٬۰۰۰٬۰۰۰٬۰۰۰٬۰۰۰ بیت بر ثانیه
- ۱۲۵٬۰۰۰٬۰۰۰٬۰۰۰ بایت بر ثانیه
- ۱۲۵ گیگابایت بر ثانیه

## مضرب‌های دهدهی بایت
این واحدها غالباً در روش‌های پیشنهادی استفاده نمی‌شوند. بخش فوق را با عنوان " تغییرات " مشاهده کنید.

### کیلوبایت بر ثانیه
کیلوبایت بر ثانیه (کیلوبایت بر ثانیه) (می‌تواند به اختصار kBps باشد) واحد سرعت انتقال داده برابر است با:
- ۸۰۰۰ بیت بر ثانیه
- ۱۰۰۰ بایت بر ثانیه
- ۸ کیلوبیت بر ثانیه

### مگابایت بر ثانیه
مگابایت بر ثانیه (MB/s) (می‌تواند مخفف MBps باشد) واحد سرعت انتقال داده برابر است با:
- ۸٬۰۰۰٬۰۰۰ بیت بر ثانیه
- ۱٬۰۰۰٬۰۰۰ بایت بر ثانیه
- ۱۰۰۰ کیلوبایت بر ثانیه
- ۸ مگابیت بر ثانیه

### گیگابایت بر ثانیه
گیگابایت بر ثانیه (GB/s) (می توان آن را به اختصار GBps) واحد سرعت انتقال داده برابر است با:
- ۸٬۰۰۰٬۰۰۰٬۰۰۰ بیت بر ثانیه
- ۱٬۰۰۰٬۰۰۰٬۰۰۰ بایت بر ثانیه
- ۱٬۰۰۰٬۰۰۰ کیلوبایت بر ثانیه
- ۱۰۰۰ مگابایت بر ثانیه
- ۸ گیگابیت بر ثانیه

### ترابایت در هر ثانیه
ترابایت بر ثانیه (TB/s) (می‌تواند به اختصار TBps باشد) واحد سرعت انتقال داده برابر است با:
- ۸٬۰۰۰٬۰۰۰٬۰۰۰٬۰۰۰ بیت بر ثانیه
- ۱٬۰۰۰٬۰۰۰٬۰۰۰٬۰۰۰ بایت بر ثانیه
- ۱٬۰۰۰٬۰۰۰٬۰۰۰ کیلوبایت بر ثانیه
- ۱٬۰۰۰٬۰۰۰ مگابایت بر ثانیه
- ۱۰۰۰ گیگابایت بر ثانیه
- ۸ ترابیت بر ثانیه

## جدول تبدیل
| نام                | نماد    | بیت بر ثانیه      | بایت بر ثانیه     | بیت بر ثانیه (فرمول) | بایت بر ثانیه (فرمول) |
| ------------------ | ------- | ----------------- | ----------------- | -------------------- | --------------------- |
| بیت بر ثانیه       | bit/s   | 1                 | 0.125             | 1                    | 1/8                   |
| بایت بر ثانیه      | B/s     | 8                 | 1                 | 8                    | 1                     |
| کیلوبیت بر ثانیه   | kbit/s  | 1,000             | 125               | 10 3                 | 1/8 × 10 3            |
| کیبی‌بیت بر ثانیه   | Kibit/s | 1,024             | 128               | 2 10                 | 2 7                   |
| کیلوبایت بر ثانیه  | kB/s    | 8,000             | 1,000             | 8 × 10 3             | 10 3                  |
| کیبی بایت بر ثانیه | KiB/s   | 8,192             | 1,024             | 2 13                 | 2 10                  |
| مگابیت بر ثانیه    | Mbit/s  | 1,000,000         | 125,000           | 10 6                 | 1/8 × 10 6            |
| مبی‌بیت بر ثانیه    | Mibit/s | 1,048,576         | 131،۰۷۲           | 2 20                 | 2 17                  |
| مگابایت بر ثانیه   | MB/s    | 8,000,000         | 1,000,000         | 8 × 10 6             | 10 6                  |
| مگابایت بر ثانیه   | MiB/s   | 8,388,608         | 1,048,576         | 2 23                 | 2 20                  |
| گیگابیت بر ثانیه   | Gbit/s  | 1,000,000,000     | 125,000,000       | 10 9                 | 1/8 × 10 9            |
| گیبی‌بیت بر ثانیه   | Gibit/s | 1,073,741,824     | 134,217,728       | 2 30                 | 2 27                  |
| گیگابایت بر ثانیه  | GB/s    | 8,000,000,000     | 1,000,000,000     | 8 × 10 9             | 10 9                  |
| گیبی‌بایت بر ثانیه  | GiB/s   | 8,589,934,592     | 1,073,741,824     | 2 33                 | 2 30                  |
| ترابیت بر ثانیه    | Tbit/s  | 1,000,000,000,000 | 125,000,000,000   | 10 12                | 1/8 × 10 12           |
| تبی‌بیتدر هر ثانیه  | Tibit/s | 1,099,511,627,776 | 137,438,953,472   | 2 40                 | 2 37                  |
| ترابایت بر ثانیه   | TB/s    | 8,000,000,000,000 | 1,000,000,000,000 | 8 × 10 12            | 10 12                 |
| تبی‌بایت بر ثانیه   | TiB/s   | 8,796,093,022,208 | 1,099,511,627,776 | 2 43                 | 2 40                  |

## نمونه‌هایی از نرخ بیت
| مقدار   | واحد   | بیت بر ثانیه      | بایت بر ثانیه   | حوزه                | توصیف                                                                                            |
| ------- | ------ | ----------------- | --------------- | ------------------- | ------------------------------------------------------------------------------------------------ |
| ۵۶      | kbit/s | 56,000            | 7,000           | شبکه‌سازی            | مودم 56kbit – 56 kbit/s – 56,000 bit/s                                                           |
| ۶۴      | kbit/s | 64,000            | 8,000           | شبکه‌سازی            | 64 kbit/s in an ISDN B channel or best quality, uncompressed telephone line.                     |
| ۱٬۵۳۶   | kbit/s | 1,536,000         | 192,000         | شبکه‌سازی            | 24 channels of telephone in the US, or a good VTC T1.                                            |
| ۱۰      | Mbit/s | 10,000,000        | 1,250,000       | شبکه‌سازی            | 107 bit/s is the speed of classic Ethernet: 10BASE2, 10BASE5, 10BASE-T                           |
| ۱۰      | Mbit/s | 10,000,000        | 1,250,000       | زیست شناسی          | Research suggests that the human retina transmits data to the brain at the rate of ca. 107 bit/s |
| ۵۴      | Mbit/s | 54,000,000        | 6,750,000       | شبکه‌سازی            | 802.11g, Wireless G LAN                                                                          |
| ۱۰۰     | Mbit/s | 100,000,000       | 12,500,000      | شبکه‌سازی            | Fast Ethernet                                                                                    |
| ۶۰۰     | Mbit/s | 600,000,000       | 75,000,000      | شبکه‌سازی            | 802.11n, Wireless N LAN                                                                          |
| ۱       | Gbit/s | 1,000,000,000     | 125,000,000     | شبکه‌سازی            | 1 Gigabit Ethernet                                                                               |
| ۱۰      | Gbit/s | 10,000,000,000    | 1,250,000,000   | شبکه‌سازی            | 10 Gigabit Ethernet                                                                              |
| ۱۰۰     | Gbit/s | 100,000,000,000   | 12,500,000,000  | شبکه‌سازی            | 100 Gigabit Ethernet                                                                             |
| ۱       | Tbit/s | 1,000,000,000,000 | 125,000,000,000 | شبکه‌سازی            | SEA-ME-WE 4 submarine communications cable – 1.28 terabits per second                            |
| ۴       | kbit/s | 4,000             | 500             | داده صوتی           | minimum achieved for encoding recognizable speech (using special-purpose speech codecs)          |
| ۸       | kbit/s | 8,000             | 1,000           | داده صوتی           | low bit rate telephone quality                                                                   |
| ۳۲      | kbit/s | 32,000            | 4,000           | داده صوتی           | MW quality and ADPCM voice in telephony, doubling the capacity of a 30 chan link to 60 ch.       |
| ۱۲۸     | kbit/s | 128,000           | 16,000          | داده صوتی           | 128 kbit/s MP3 – 128,000 bit/s                                                                   |
| ۱۹۲     | kbit/s | 192,000           | 24,000          | داده صوتی           | 192 kbit/s MP3 – 192,000 bit/s                                                                   |
| ۱٬۴۱۱٫۲ | kbit/s | 1,411,200         | 176,400         | داده صوتی           | CD audio (uncompressed, 16 bit samples × ۴۴٫۱ kHz × 2 channels)                                  |
| ۲       | Mbit/s | 2,000,000         | 250,000         | داده تصویری         | 30 channels of telephone audio or a Video Tele-Conference at VHS quality                         |
| ۸       | Mbit/s | 8,000,000         | 1,000,000       | داده تصویری         | DVD quality                                                                                      |
| ۲۷      | Mbit/s | 27,000,000        | 3,375,000       | داده تصویری         | HDTV quality                                                                                     |
| ۱٫۲۴۴   | Gbit/s | 1,244,000,000     | 155,500,000     | شبکه‌سازی            | OC-24, a 1.244 Gbit/s SONET data channel                                                         |
| ۹٫۹۵۳   | Gbit/s | 9,953,000,000     | 1,244,125,000   | شبکه‌سازی            | OC-192, a 9.953 Gbit/s SONET data channel                                                        |
| ۳۹٫۸۱۳  | Gbit/s | 39,813,000,000    | 4,976,625,000   | شبکه‌سازی            | OC-768, a 39.813 Gbit/s SONET data channel, the fastest in current use                           |
| ۶۰      | MB/s   | 480,000,000       | 60,000,000      | رابط‌های داده رایانه | USB 2.0 High-Speed                                                                               |
| ۹۸٫۳    | MB/s   | 786,432,000       | 98,304,000      | رابط‌های داده رایانه | FireWire IEEE 1394b-2002 S800                                                                    |
| ۱۲۰     | MB/s   | 960,000,000       | 120,000,000     | رابط‌های داده رایانه | Harddrive read, Samsung SpinPoint F1 HD103Uj                                                     |
| ۱۳۳     | MB/s   | 1,064,000,000     | 133,000,000     | رابط‌های داده رایانه | Parallel ATA UDMA 6                                                                              |
| ۱۳۳     | MB/s   | 1,064,000,000     | 133,000,000     | رابط‌های داده رایانه | PCI 32-bit at 33 MHz (standard configuration)                                                    |
| ۱۸۸     | MB/s   | 1,504,000,000     | 188,000,000     | رابط‌های داده رایانه | SATA I 1.5 Gbit/s – First generation                                                             |
| ۳۷۵     | MB/s   | 3,000,000,000     | 375,000,000     | رابط‌های داده رایانه | SATA II 3Gbit/s – Second generation                                                              |
| ۵۰۰     | MB/s   | 4,000,000,000     | 500,000,000     | رابط‌های داده رایانه | PCI Express x1 v2.0                                                                              |
| ۵٫۰     | Gbit/s | 5,000,000,000     | 625,000,000     | رابط‌های داده رایانه | USB 3.0 SuperSpeed - a.k.a. USB 3.1 Gen1                                                         |
| ۷۵۰     | MB/s   | 6,000,000,000     | 750,000,000     | رابط‌های داده رایانه | SATA III 6 Gbit/s – Third generation                                                             |
| ۱۰۶۷    | MB/s   | 8,533,333,333     | 1,066,666,667   | رابط‌های داده رایانه | PCI-X 64 bit 133 MHz                                                                             |
| ۱۰      | Gbit/s | 10,000,000,000    | 1,250,000,000   | رابط‌های داده رایانه | USB 3.1 SuperSpeed+ - a.k.a. USB 3.1 Gen2                                                        |
| ۱۲۵۰    | MB/s   | 10,000,000,000    | 1,250,000,000   | رابط‌های داده رایانه | Thunderbolt                                                                                      |
| ۲۵۰۰    | MB/s   | 20,000,000,000    | 2,500,000,000   | رابط‌های داده رایانه | Thunderbolt 2                                                                                    |
| ۵۰۰۰    | MB/s   | 40,000,000,000    | 5,000,000,000   | رابط‌های داده رایانه | Thunderbolt 3                                                                                    |
| ۸۰۰۰    | MB/s   | 64,000,000,000    | 8,000,000,000   | رابط‌های داده رایانه | PCI Express x16 v2.0                                                                             |
| ۱۲۰۰۰   | MB/s   | 96,000,000,000    | 12,000,000,000  | رابط‌های داده رایانه | InfiniBand 12X QDR                                                                               |
| ۱۶۰۰۰   | MB/s   | 128,000,000,000   | 16,000,000,000  | رابط‌های داده رایانه | PCI Express x16 v3.0                                                                             |

## یادداشت
1. ↑  "Penn Researchers Calculate How Much the Eye Tells the Brain". 26 July 2006.
2. ↑  "Fujitsu Completes Construction of SEA-ME-WE 4 Submarine Cable Network". Fujitsu Press Releases. Fujitsu. 2005-12-13. Archived from the original on 2007-03-17. Retrieved 2008-01-31.
3. ↑  "Samsung overtakes".